# Plánička (Černá v Pošumaví)
Plánička (německy Planles, také Plandles) je vesnice, část obce Černá v Pošumaví v okrese Český Krumlov. Nachází se asi 2,5 km na jihovýchod od Černé v Pošumaví. Je zde evidováno 61 adres.
Plánička leží v katastrálním území Černá v Pošumaví o výměře 44,67 km².

## Historie
První písemná zmínka o vesnici pochází z roku 1530. Od poloviny 19. století do roku 1960 byla Plánička samostatnou obcí.